# Centro Deportivo Español
Centro Deportivo Español was een Mexicaanse voetbalclub uit Mexico-Stad. 

## Geschiedenis
De club werd in 1914 opgericht door Spaanse migranten en ex-leden van España FC. De club nam meteen deel aan de competitie van de Liga Mexicana de Football Amateur Association en speelde er tot 1920 maar eindigde nooit in de top drie en speelde geen rol van betekenis. In 1918 splitsten enkele leden die afkomstig waren uit de Spaanse regio Asturië zich af van de club om CF Asturias op te richten. In 1920 werd de club ontbonden. 